# Cycnoches peruvianum
Cycnoches peruvianum är en orkidéart som beskrevs av Robert Allen Rolfe. Cycnoches peruvianum ingår i släktet Cycnoches, och familjen orkidéer. Inga underarter finns listade i Catalogue of Life.

## Bildgalleri

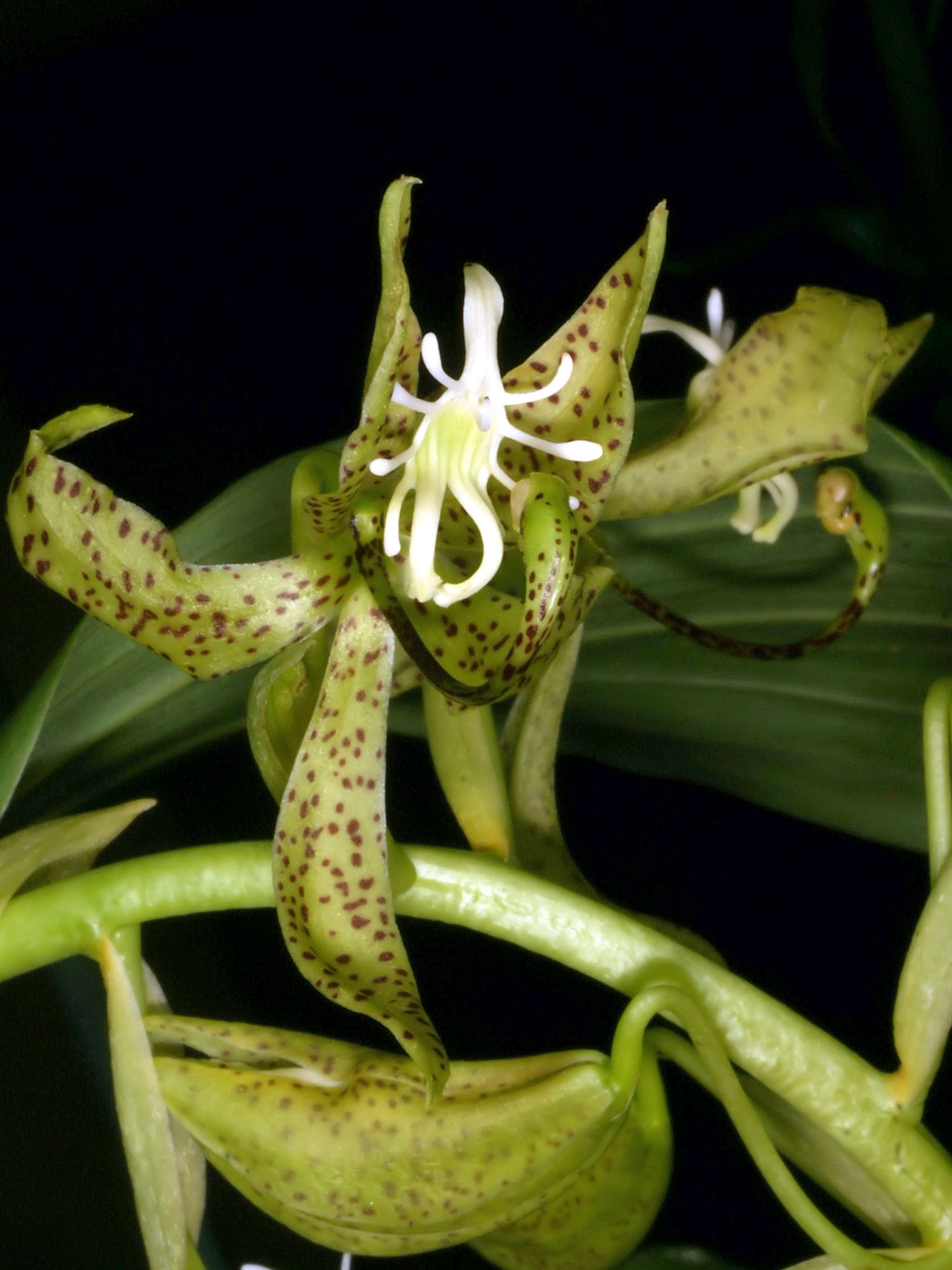
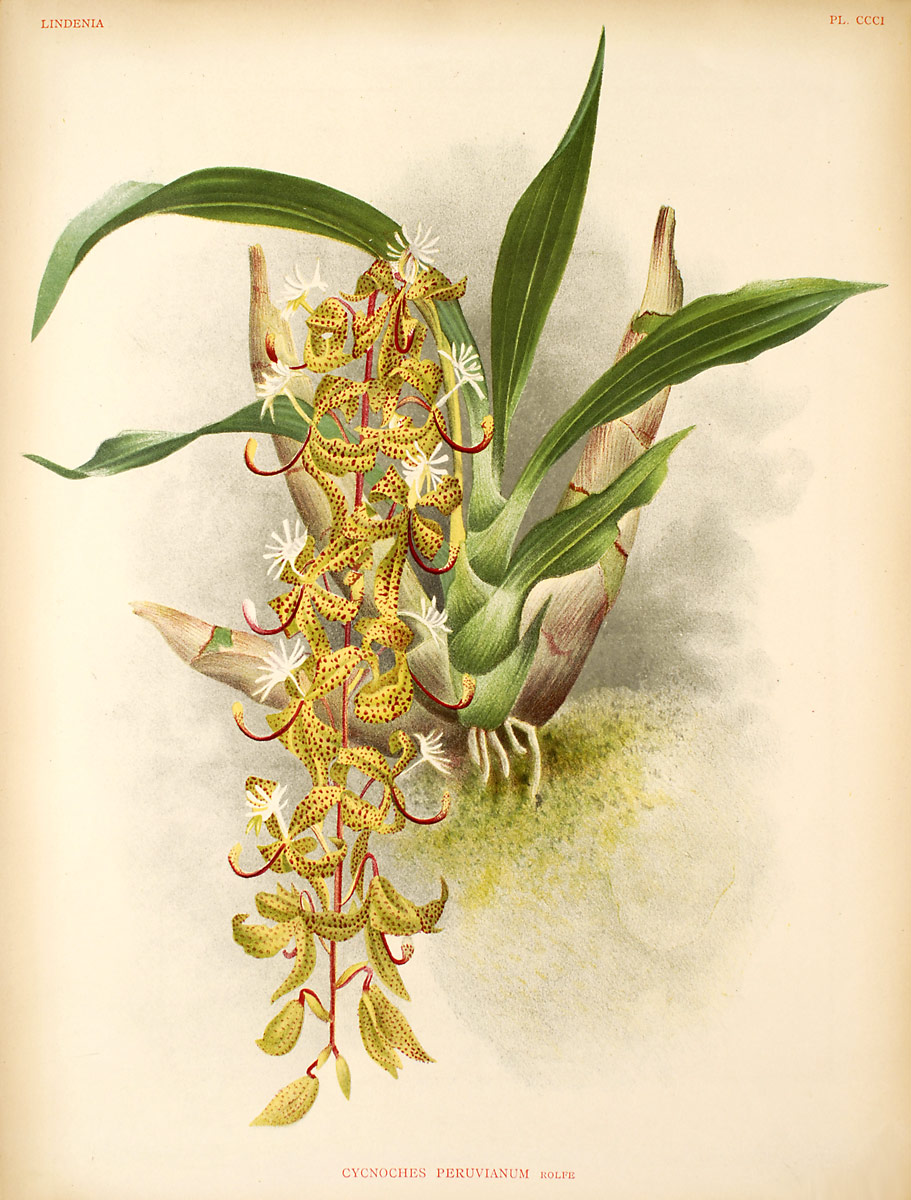
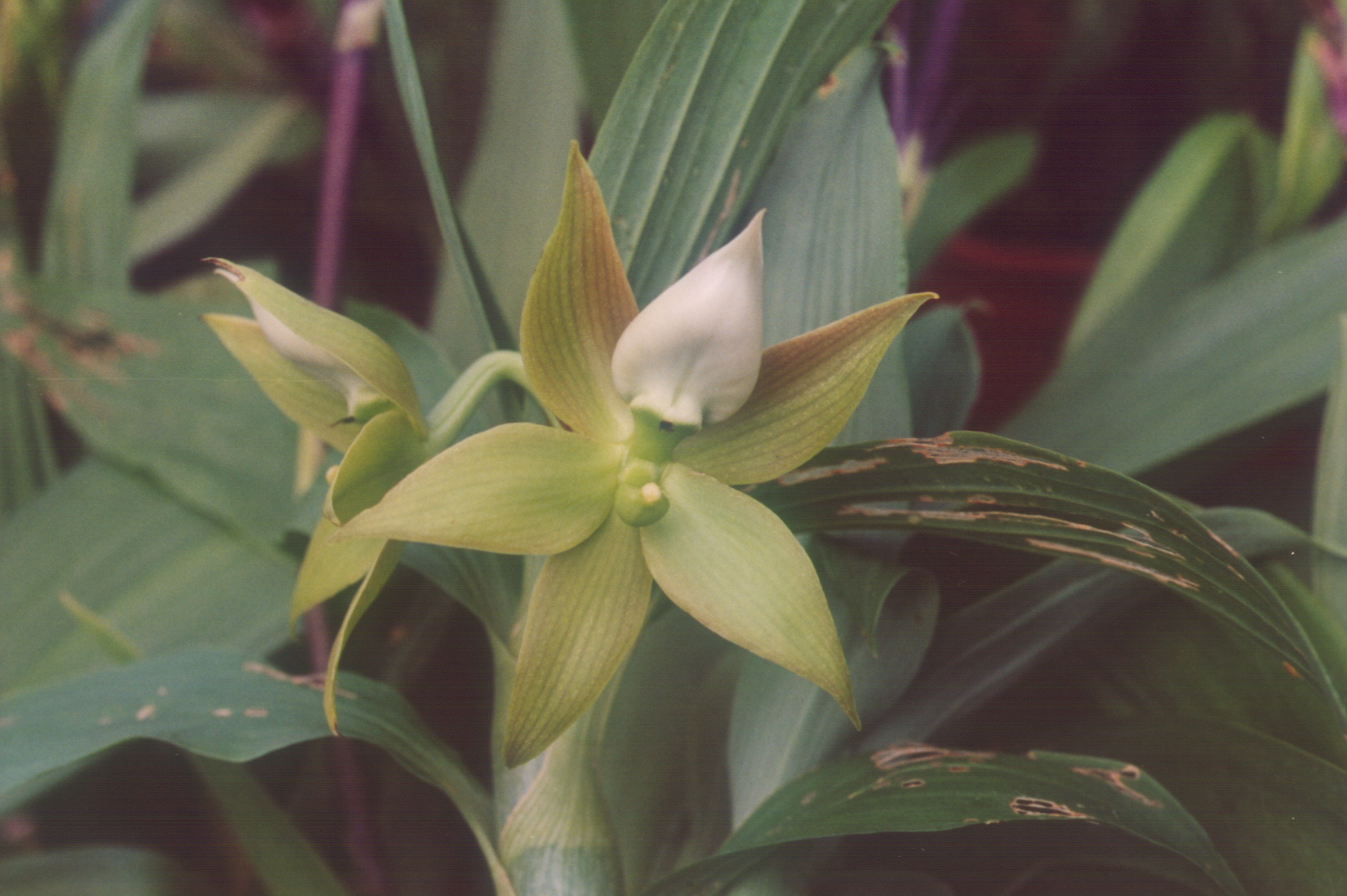
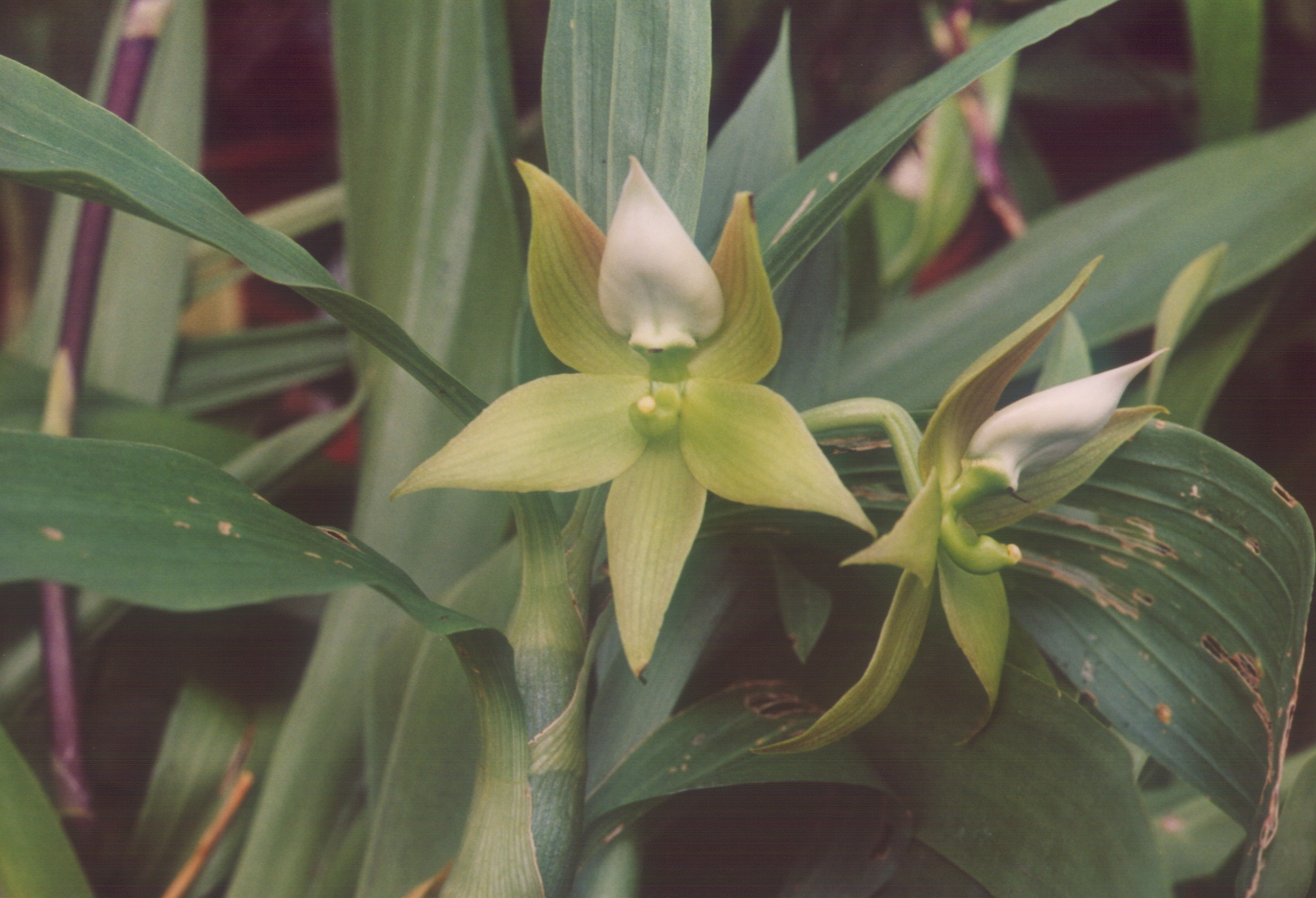